# Despoblat de Labusta
El Despoblat de Labusta o Llabusta és un antic poble medieval als termes municipals de Tremp, antigament part de l'antic municipi de Vilamitjana, en al límit amb el també desaparegut terme de Suterranya, absorbits per Tremp. Estava situat en un pla encara actualment conegut pel nom de Llabusta.
És al Turó de Llabusta a l'extrem de ponent del Serrat d'Enrams, a 705 msnm No se n'han trobat les restes, malgrat les referències que se'n tenen. Se sap, per exemple, que el 1630 ja era totalment deshabitat.